# Taragi
Taragi (多良木町, Taragi-machi) est un bourg du district de Kuma, dans la préfecture de Kumamoto, au Japon.

## Géographie

### Démographie
Au 1er mai 2015, la population de Taragi s'élevait à 9 812 habitants répartis sur une superficie de 165,86 km2.